# Centralnofilipinski jezici
Centralnofilipinski jezici, jedna od osam glavnih skupina filipinskih jezika koje čini zajedno sa skupinama danao (3), gorontalo-mongondow (9), manobo (15), palavanski (7), južnomangyanski (4), subanon (5) i umiray dumaget (3). 
Sastoji se od užih skupina: bikolski (8), bisayanski (21), mamanwa (1) mansakan (9), dva tagaloška jezika i individualnih jezika ata [atm], ayta, sorsogon [ays], ayta, tayabas [ayy], karolanos [kyn], magahat [mtw] i sulod [srg]

## Vanjske poveznice
- Ethnologue (14th)
- Ethnologue (15th)